# Raudal y otros poemas (libro)
Raudal y otros poemas es el tercer libro de poesía publicado por José Rumazo González Moya donde ontinua con el estilo vanguardista publicado en sus primeros poemarios Proa y Altamar. A partir de este libro culmina esta etapa literaria de Rumazo González y empezaría su poesía histórica fruto sus investigaciones en el archivo de Indias de Sevilla con el libro Soledades de la sangre.

## Estilo
El libro fue dedicado al escritor español Melchor Fernández Almagro a quien conocería en Madrid y marca el inicio de su obra literaria desarrollada en España, así como el fin de su periodo vanguardista que inició su carrera en Ecuador. Raudal y otros poemas presenta principalmente un poema titulado justamente "Raudal" con una mayor extensión que sus antiguas publicaciones llegando a ochenta y nueve serventesios alejandrinos. Originalmente el título del libro debía ser "Como el salto de agua..." sin embargo terminaría adoptando el nombre del poema "Raudal", siendo esta su principal aporte. Según comentó Rumazo González, el libro fue concebido durante 1932 en su época vanguardista pero no sería continuado, en parte debido al inicio de sus investigaciones históricas puesto que en 1933 publicaría "El Ecuador en la América Prehispánica" como parte de su colaboración con el arqueólogo Max Uhle. La temática es similar: musicalidad, diversidad en los temas, riqueza de imágenes y protagonismo de la metáfora. Sin embargo, Rumazo Gonzalez abandona el verso libre y abraza la métrica en sus versos, lo que se puede ver en las estrofas serventesias con versos endecasílabos. Este libro daría inicio a su trabajo con los endecasílabos que después estructurarían su magnum opus Parusía. Con Raudal y otros poemas, Rumazo González llega al fin de su poesía vanguardista, llegando a considerar solamente este libro como válido representante de esta época literaria.

## Estructura
El libro recoge poemas con similar temática a los que se encuentra en Proa y Altamar, como se puede ver en algunos títulos de sus poemas "Órgano de la tierra", "Órgano de la tumba", "El clavicordio", "Río de ausencia", etc. A diferencia de su libro predecesor, ahora se omite la complicada teoría de la metáfora y el sofisticado método de lectura, lo que permitió al autor concentrarse en la calidad de los versos, en especial los del poema Raudal, que hace referencia nuevamente al "río interior" que es la poesía.
- Organo de la tierra
- Raudal
- Organo de la tumba
- El clavicordio
- Sirena
- Esquiva
- Río de ausencia
- Alabastro
- Sin llama
- Muerta
- Embriaguez
- Sueño
- Voz de la prometida
- El corazón
- Eco
- Flechas de agua
- La pena
- Trasmutaciones
- Secreto
- La espera
- De blanco y de rosa
- Sombra perdida
- Cuando sea polvo

## Crítica
Su obra fue valorada de mejor forma que sus anteriores libros y se destacó en ella sus valores estéticos, morales y humanos. Además al ser publicado en Madrid por una editorial más conocida, lo que le permitió llegar a un mayor público. Por esta razón fue recibido de manera positiva y su obra fue comparada con la de autores como Leopoldo Marechal, Roque Esteban Scarpa, Stella Sierra y Pablo Antonio Cuadra.Al considerar Rumazo Gonzalez la poesía de este libro la única representante de su primera etapa literaria, los poemas de Raudal serían tomados en cuenta en futuras antologías como fue el caso de "Ecos del silencio" publicado en 1987, en la Crónica incompleta como parte de los Cuadernos hispanoamericanos o en publicaciones como la Revista Casa de la Cultura Ecuatoriana N° 25. 
La critica además recibió positivamente la depuración de los textos anteriores y resaltó la superioridad de su obra con relación a los dos primeros libros. Además destacó el hecho de no ocultar el pasado, por más caduco que fuera, tomando en cuenta la fecha de publicación en 1949. De esta manera Altamar se convertiría en la base textual de Raudal, como por ejemplo en los versos de los poemas "Órgano catedrante" publicado en Altamar y "Órgano de la tierra" en Raudal. Al hacer esto, el autor se libró de las referencias a Altazor y el creacionismo de Huidobro que se encontraban en algunos versos del segundo poemario. Además se valoró el abandono del afimetamorfismo que tenía sentido a inicios de los treinta pero para la publicación de Raudal resultaba anacrónico. En general la poesía de Rumazo González vertida en Raudal se caracteriza por ser una reelaboración neoclasicista, al abrazar la métrica clásica, así como por ser una representación tardomodernista del vanguardismo, logrando lo que el había propuesto inicialmente como vanguardia auténtica.
Su publicación fue exitosa y se hizo una segunda edición en 1951. Además fue nombrada en Ecuador dentro de los Anales de la Universidad Central, poco tiempo después de su publicación, junto a "Sevilla de Oro y la Leyenda del Cacique Dorado" y "Soledades de la sangre". De igual manera su poesía fue recogida en la revista de la Casa de la Cultura Ecuatoriana N°8 de 1949, en especial los versos de "Agua enferma".Su poesía fue tomado en cuenta incluso en Italia donde lo nombraron como parte de la lista de poetas importantes iberoamericanos en los "Quaderni ibero-americani".